# Der Blaue Vogel

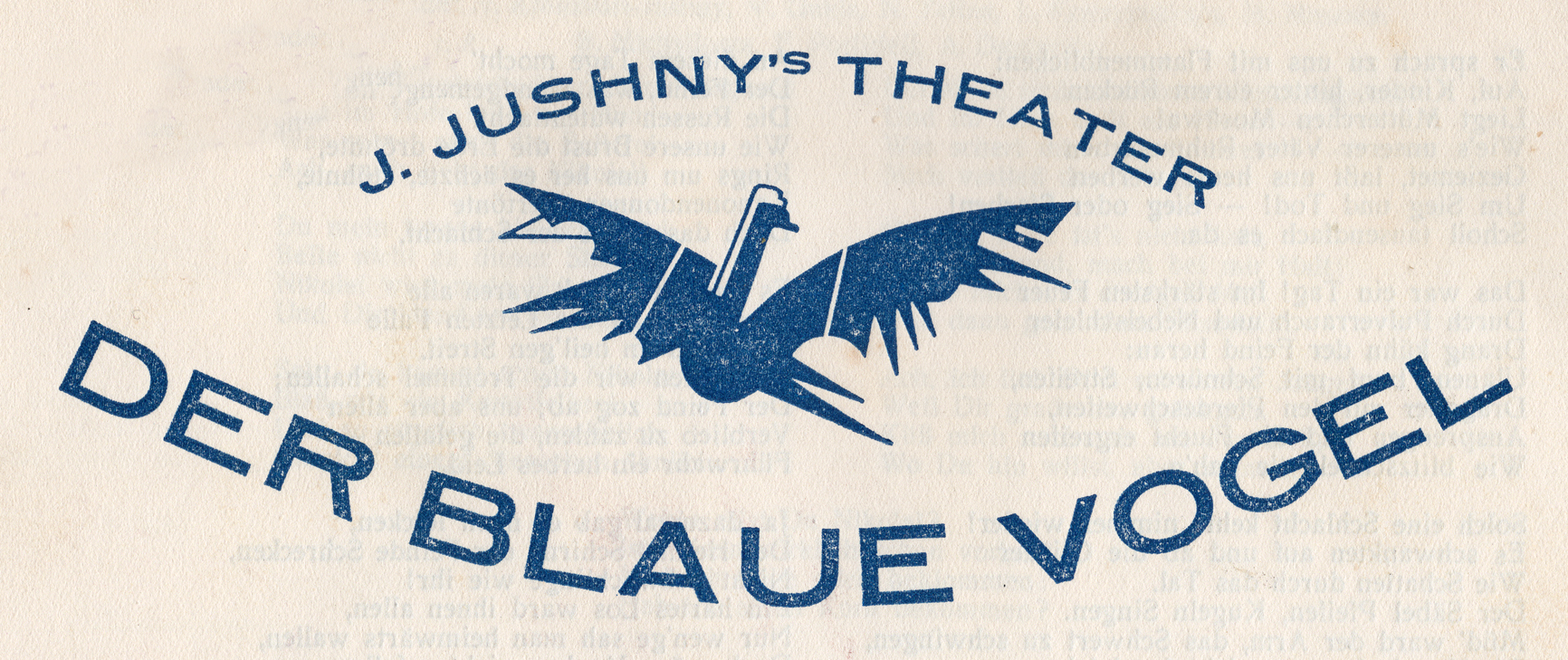
Logo "Der Blaue Vogel", 1928

Der Blaue Vogel (russisch Синяя птица) war ein bekanntes russisches Kleinkunsttheater in Berlin und Prag von 1921 bis 1938.

## Geschichte

### Gründung

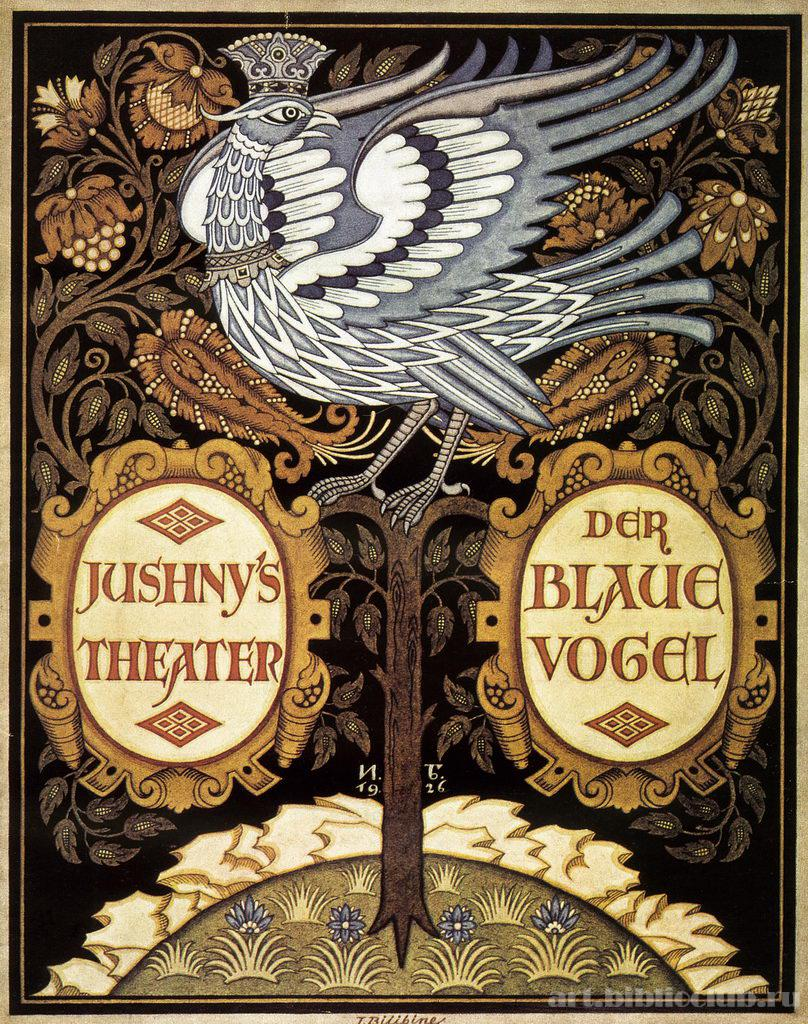
Plakat von Iwan Bilibin von 1926

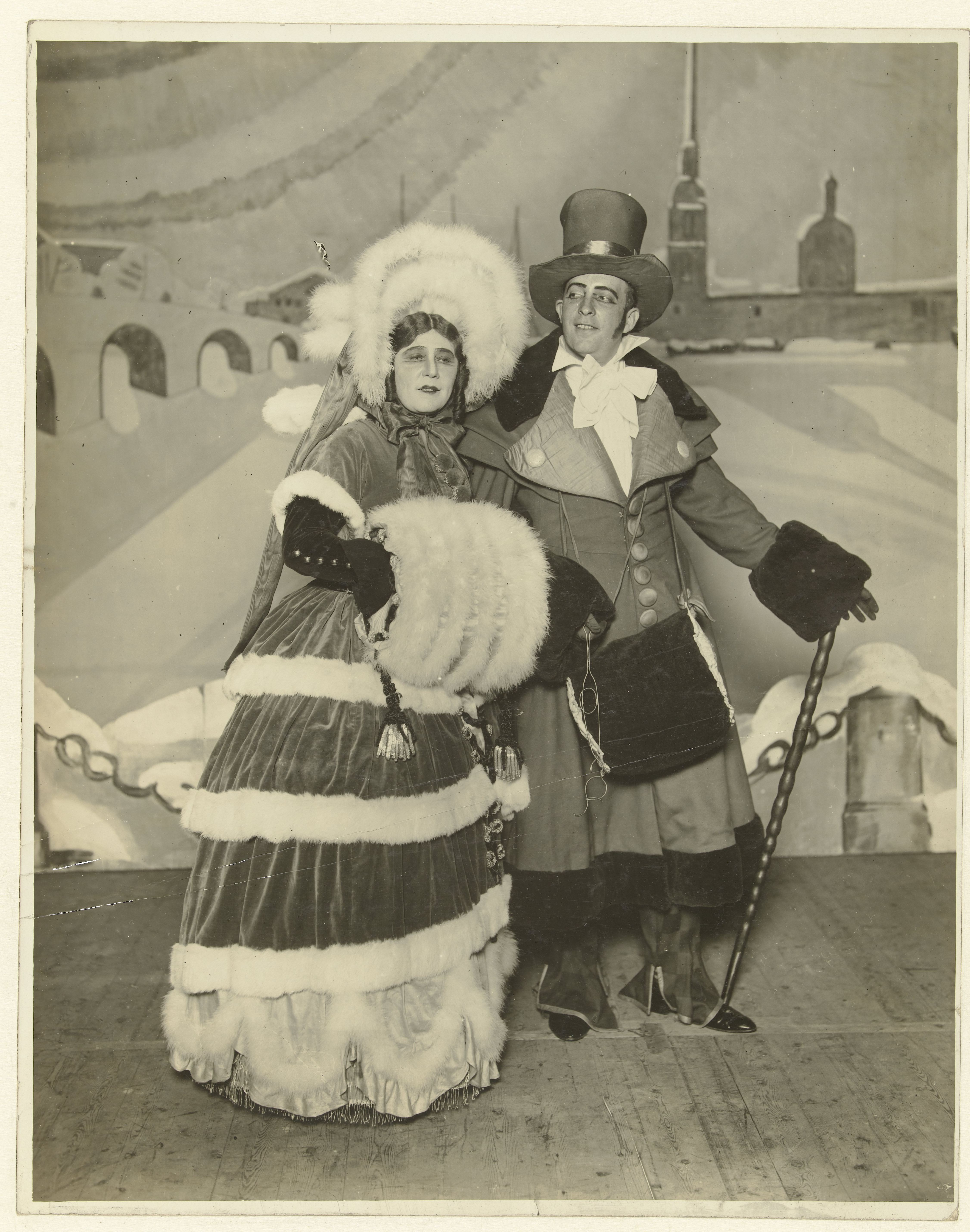
Valentina Arenzvari und D. Libidius in Amsterdam (1929?)

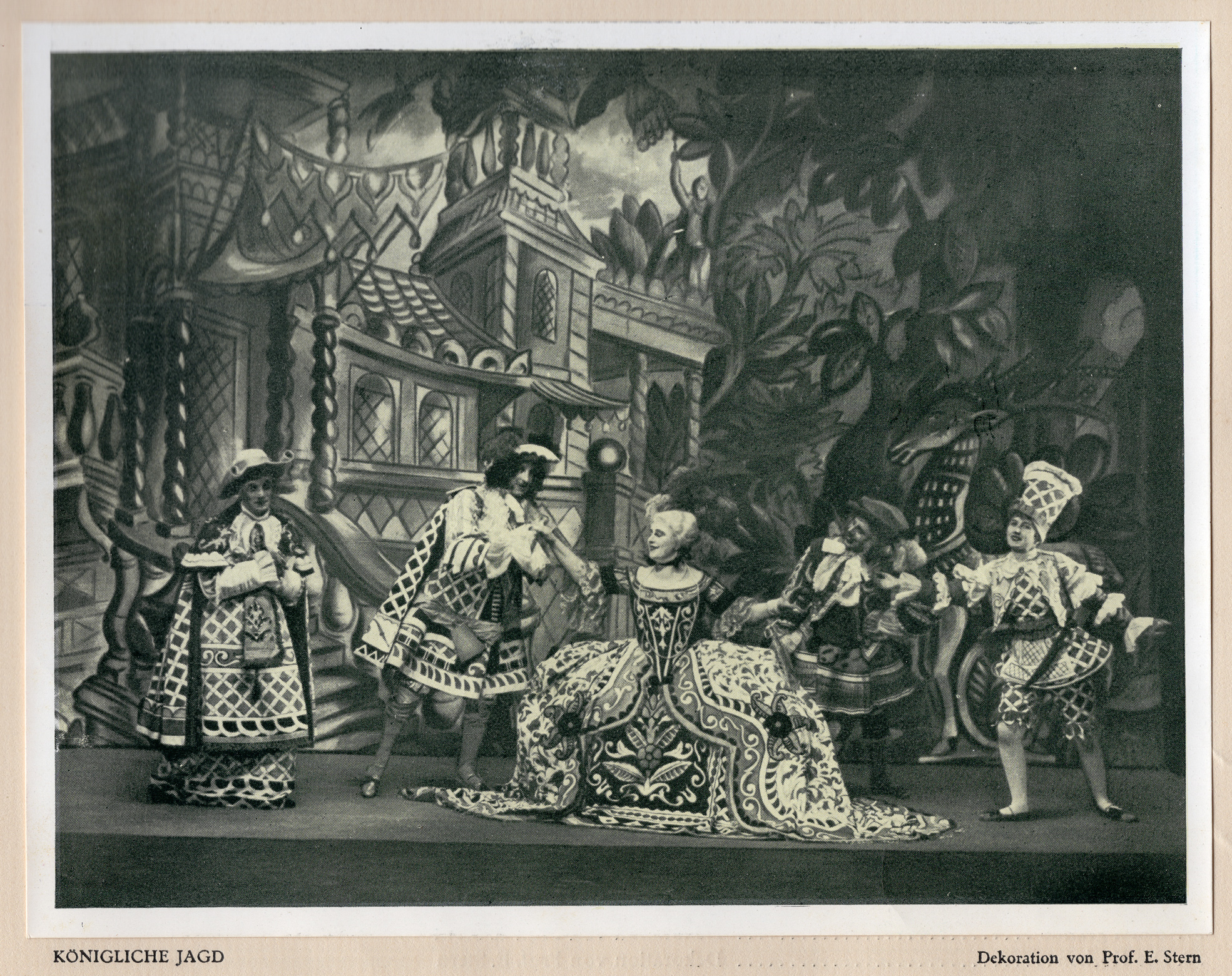
"Die königliche Jagd", um 1928, Szenenbild: Ernst Stern

1921 gründeten russische Exilkünstler das Theater Der blaue Vogel. Es wurde wahrscheinlich nach dem gleichnamigen Märchenstück von Maurice Maeterlinck benannt, das 1908 in Moskau uraufgeführt worden war.
Leiter wurde Jakov Jushny. Spielstätte wurde ein ehemaliges Kino in Berlin-Schöneberg in der Goltzstraße 9 mit 200 Parkettplätzen und zwei Rängen.

### Programme
Es wurden Unterhaltungsprogramme gespielt. Diese bestanden aus Parodien zum westlichen Alltagsleben und vor allem Szenen und Liedern aus dem alten Russland. Die meisten Texte waren in russischer Sprache, mit einigen Erläuterungen in gebrochenem Deutsch, besonders durch den Conferencier Jakov Jushny, der humorvoll durch den Abend führte.
Besonders eindrucksvoll waren die aufwändig gestalteten Dekorationen und Kostüme, meist in bunten Farben, die jede Vorstellung zu einem optischen Erlebnis machten.
Die meisten Zuschauer waren in Deutschland lebende Russen, dazu kamen einige deutsche Besucher.

### Weitere Entwicklung
Das Theater spielte regelmäßig in Berlin und war häufig zu Gastauftritten in vielen europäischen Ländern und den USA unterwegs.
Ab etwa 1924 ließ die besondere Intensität der russischen Szenen nach.
1928 waren etwa 80 Programme in über 2400 Vorstellungen weltweit gespielt worden.
Um 1930 verließ das Ensemble seine Spielstätte in der Goltzstraße. Es spielte danach in Berlin in einem anderen Theater am Kurfürstendamm, wahrscheinlich als Gäste.
Später zog es nach Prag um, wo es bis 1938 bestand.

### Auftrittsorte
Das Ensemble Der Blaue Vogel spielte regelmäßig in  Berlin. Es gab dazu zahlreiche Gastspiele in vielen deutschen Städten, sowie in Österreich (jedes Jahr bis 1930), in der Schweiz (über 200 Vorstellungen), in den Niederlanden (über 200 Vorstellungen), in Großbritannien (über 70 Vorstellungen), in Polen, Schweden, Spanien, Litauen, Jugoslawien, in den USA (über 100 Vorstellungen), in Afrika in weiteren Ländern, und zuletzt in Prag.
- London,  4. Oktober–24. November 1923, Scala, 60 Vorstellungen (The King Called For His Drummer)[4]
- Warschau, 16.–17. Juni 1924, Teatr Rococo, Ptak niebieski, erste Vorstellungen in Polen[5]
- Düsseldorf, 11.–12. Dezember 1924, Schauspielhaus, 2 Vorstellungen[6]
- New York, 29. Dezember 1924–7. März 1925, Frolic Theatre, 80 Vorstellungen (Seeniaya ptitza), erstes Gastspiel in den USA[7]

- Niederlande, Herbst 1929[8]
- Wien, 1930
- New York, 21. April–8. Mai 1932, Cort Theatre, 20 Vorstellungen (The Blue Bird. A Russian Revue)[9]
- Zürich, 24. August 1933[10]
- London, 7.–17. Februar 1934, Duke of York,  13 Vorstellungen (L'oiseau bleu)[11]
- Wien-Schönbrunn, 1936

## Resonanz

### Allgemeines
Die Auftritte von Der Blaue Vogel hinterließen bei vielen Besuchern sehr positive Eindrücke.
Schriftsteller und Publizisten wie Robert Musil, Alfred Polgar, Else Lasker-Schüler, Kurt Tucholsky, Stefan Großmann waren begeistert, auch Bertolt Brecht besuchte öfter Vorstellungen.

### Else Lasker-Schüler
Die bekannte Schriftstellerin Else Lasker-Schüler schwärmte

„Der Blaue Vogel ist das Herrlichste, was man hier auf der Welt sehen kann!“

### Kurt Tucholsky
Der Kritiker Kurt Tucholsky gab zu

„Ich muss Ohren und Nase aufsperren vor dem, was sie da alles machen (...) Nein, das können wir nicht. Da packe ich neidlos ein.“

### Stefan Großmann
Der österreichische Schriftsteller und Volksbühnenleiter Stefan Großmann schrieb 1924

„Berlin, Hauptversammlung aller grauen Vögel, versucht seit der Bejubelung des „Blauen Vogels“ auf wilden Bühnen und auf dem Wege des Größenwahns farbenfroh und romantisch zu werden. Aber es ist ein Unterschied zwischen einem von Natur aus leuchtenden Vogel und einem Spatzen, der einmal in einen grellen Farbtopf geworfen wurde.“

### Ferdinand Hager
Der Publizist Ferdinand Hager (der ansonsten nicht bekannt ist, möglicherweise ein Pseudonym), schrieb 1924 einen längeren Artikel über den Flug des Blauen Vogels

„Sie opfern für eine Miniature nicht weniger Zeit, Arbeit und Geist als für ein ganzes Schauspiel nötig wäre, – alles nur, um einige Minuten lang durch Licht, Gestus, Farbe, Bewegung, Ton die Sinne, die Seele zu fesseln. (...) Es ist kein Zufall, daß wir heute gerade die russische Kunst schätzen. Sie ist der Ausdruck einer tiefen Sehnsucht, für die wir in der westeuropäischen Kunst keinen Widerhall mehr finden. Sie spielen einen ganzen Abend mit fast keinem Wort in der Sprache des Landes, wo sie sich befinden und man versteht sie doch, von Grund auf, wie man selten glaubt, verstanden zu haben. (...) Was ist aber dieses Merkwürdige, daß dieses kalte, verwöhnte Publikum der europäischen Zentralen seine innere Reserve aufgibt um hier mitzufühlen...?“

## Wiener Ableger: Moskauer Kunst-Spiele
In Wien wurde in der Riemergasse 11 in der Saison 1923/1924 ein Ableger unter dem Namen Moskauer Kunst-Spiele betrieben. Der Gründer F. Járosy hatte bereits als Ratgeber beim Blauen Vogel mitgewirkt.

## Neugründungsversuch
1947 gab es den Versuch einer Neugründung mit einigen der bisherigen Programmnummern, mit anderen russischen Künstlern, in der Schaubude in München, allerdings ohne besonderen Erfolg.